# Пионер-145
Пионер-145 (1- модель первая, 45 - калибр 4,5 мм) — российская магазинная пневматическая PCP-винтовка разработки ООО "Новые технологии". Предназначена для начальной подготовки биатлонистов. Впервые была представлена на выставке "Оружие и охота 2016".

## Конструкция
В конструкции винтовки реализована схема с предварительной накачкой, зарядка воздушного резервуара производится подпружиненным горизонтальным рычагом расположенным с правой стороны ствольной коробки. Рабочее давление в воздушном резервуаре 250 атм. Стреляющий механизм выполнен по "револьверной схеме", пуля перед выстрелом остается в каморе магазина, без досылания в ствол. Ёмкость магазина пять пуль калибра 4,5 (.177”). Деревянная ложа в базовой комплектации имеет возможность изменения положения затыльника и щеки приклада. Версия Пионер-145 Биатлон снабжена более эргономичной ложей. Прицел диоптрический, есть возможность установки оптического прицела., 